# Scotopteryx fulminata
Scotopteryx fulminata är en fjärilsart som beskrevs av Paul Dognin 1893. Scotopteryx fulminata ingår i släktet backmätare, och familjen mätare. Inga underarter finns listade.